# Musikjahr 1775
Liste der Musikjahre

◄◄ | ◄ | 1771 | 1772 | 1773 | 1774 | Musikjahr 1775 | 1776 | 1777 | 1778 | 1779 | ► | ►►

Weitere Ereignisse
Dieser Artikel behandelt das Musikjahr 1775.

## Ereignisse
- 23. Februar: Das Schauspiel Le Barbier de Séville ou la Précaution inutile (dt.: ‚Der Barbier von Sevilla oder Die nutzlose Vorsicht‘) von Pierre Beaumarchais hat Premiere im Théâtre des Tuileries in Paris. Es wird in späteren Jahren als Vorlage für mehrere Opern dienen.
- 20. Juli: Die Sopranistin Anna Maria Strada, eine der Lieblingssängerinnen Georg Friedrich Händels, stirbt in Neapel.
- Der König von Schweden Gustav III. Gustav lässt ein Opernhaus am Stockholmer Gustav-Adolfs-Platz (Gustav Adolfs Torg) nach Plänen des Architekten Carl Fredrik Adelcrantz errichten. Das Opernhaus wird 1782 eingeweiht.

### Opern und andere Bühnenwerke
- 13. Januar: Das dramma giocoso La finta giardiniera (dt.: ‚Die Gärtnerin aus Liebe) von Wolfgang Amadeus Mozart wird in München uraufgeführt.
- 20. Januar: Die Oper Demofoonte von Josef Mysliveček nach dem Libretto von Pietro Metastasio wird im Teatro San Carlo in Neapel uraufgeführt.
- 27. Januar: Uraufführung des Melodrams Ariadne auf Naxos von Georg Anton Benda in Gotha.

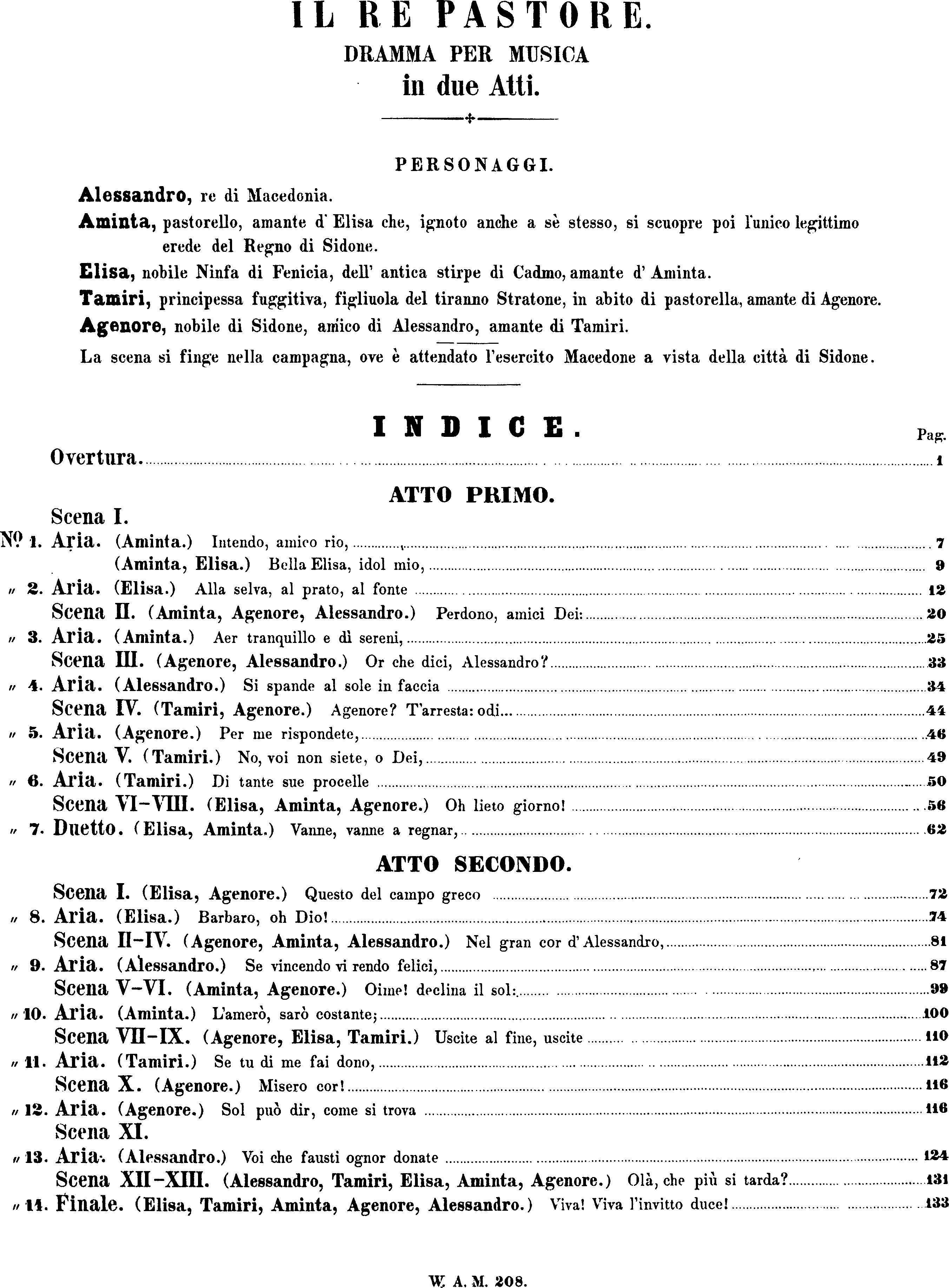
Personen und Inhaltsübersicht der Oper Il re pastore von Wolfgang Amadeus Mozart

- 23. April: Die opera seria Il re pastore (dt.: ‚Der Schäferkönig‘) von Wolfgang Amadeus Mozart mit dem Libretto von Pietro Metastasio hat Uraufführung in Salzburg.
- 01. Mai: Die Uraufführung des Melodrams Medea von Georg Anton Benda mit dem Libretto von Friedrich Wilhelm Gotter findet am Theater am Rannstädter Tor in Leipzig statt.
- 29. August: Die Uraufführung der Oper L’incontro improvviso (dt.: ‚Die unverhoffte Zusammenkunft‘) von Joseph Haydn findet in Esterháza statt.
- Johann André – Erwin und Elmire
- Antonio Salieri – La finta scema (1775)
- Vicente Martín y Soler: Il tutore burlato (Oper)

### Kammermusik
- Luigi Boccherini
  - 6 Quintetti op. 20 (G. 289–294), für 2 Violinen, Viola, 2 Violoncelli
  - 6 Quartettini op. 22 (G. 183–188), für 2 Violinen, Viola, Cello[1]

### Kirchenmusik
- Joseph Haydn – l ritorno di Tobia
- Joseph Martin Kraus – Requiem in d-Moll (VB 1)

### Orchestermusik
- Luigi Boccherini
  - 6 Sinfonien op. 21 (G. 493–498)[2]
- Carl Ditters von Dittersdorf – Concerto für Oboe D-Dur
- Wolfgang Amadeus Mozart
  - Violinkonzert Nr. 2 D-Dur (KV 211)
  - Violinkonzert Nr. 3 G-Dur (KV 216)
  - Violinkonzert Nr. 4 D-Dur (KV 218)
  - Violinkonzert Nr. 5 A-Dur (KV 219)
  - Serenade Nr. 5 D-Dur (KV 204/213a)
  - Marsch D-Dur (KV 213b)
- Antonio Salieri – Sinfonie D-Dur Il Giorno onomastico

## Geboren

### Geburtsdatum gesichert
- 16. Januar: Ignaz Kollmann, österreichischer Schriftsteller, Skriptor, Redakteur/Journalist, Dramatiker/Librettist und Maler († 1837)
- 21. Januar: Manuel del Pópulo Vicente García, spanischer Tenor, Gesangslehrer und Opernkomponist († 1832)
- 19. Februar: Pietro Antonio Bossi, italienischer Orgelbauer († 1848)
- 28. April: Karl Traugott Zeuner, deutscher Komponist und Pianist († 1841)
- 13. Juni: Anton Radziwiłł, polnisch-preußischer Politiker, Großgrundbesitzer und Komponist († 1833)
- 05. Juli: William Crotch, englischer Komponist und Organist († 1847)
- 02. August: José Ángel Lamas, venezolanischer Komponist († 1814)
- 05. August: Joseph Moralt, deutscher Musiker und Dirigent († 1855)
- 31. August: François de Fossa, französischer Offizier, Komponist und Gitarrist († 1849)
- 06. Oktober: Johann Anton André, deutscher Komponist und Musikverleger († 1842)
- 15. Oktober: Bernhard Henrik Crusell, finnischer Klarinettist und Komponist († 1838)
- 21. Oktober: Giuseppe Baini, italienischer Musikhistoriker und Kirchenkomponist († 1844)
- 27. Oktober: Traugott Maximilian Eberwein, deutscher Komponist und Dirigent († 1831)
- 30. Oktober: Catterino Cavos, russischer Komponist italienischer Herkunft († 1840)
- 01. November: Andreas Kretzschmer, deutscher Jurist und Volksliedforscher († 1839)
- 21. November: Johann Georg Christian Apel, deutscher Organist und Komponist († 1841)
- 06. Dezember: Nicolas Isouard, maltesischer Komponist († 1818)
- 16. Dezember: François-Adrien Boieldieu, französischer Opernkomponist († 1834)
- 25. Dezember: Antun Sorkočević, kroatischer Komponist, Schriftsteller und Diplomat († 1841)
- 28. Dezember: João Domingos Bomtempo, portugiesischer Komponist, Pianist, Dirigent und Musikorganisator († 1842)

### Genaues Geburtsdatum unbekannt
- József Ruzitska, ungarischer Komponist († nach 1823)

## Gestorben

### Todesdatum gesichert

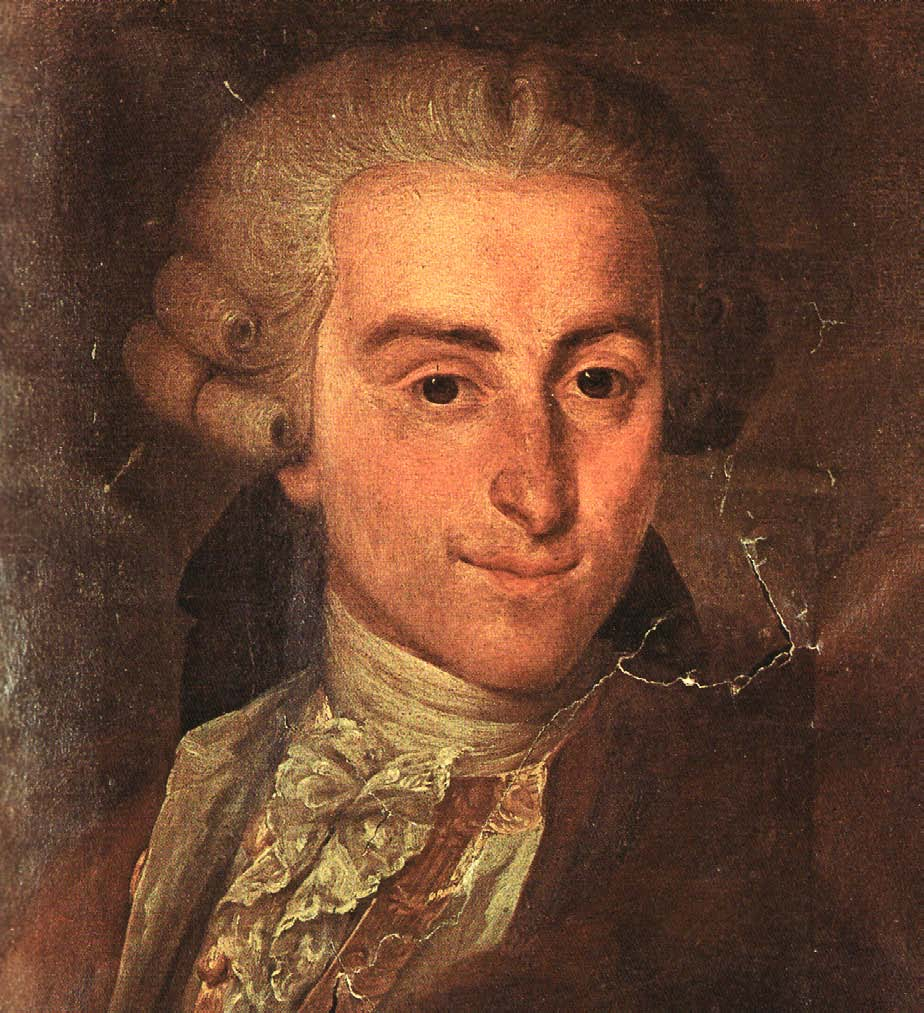
Giovanni Battista Sammartini; † 15. Januar

- 15. Januar: Giovanni Battista Sammartini, italienischer Komponist (* 1700 oder 1701)
- 20. Januar: Sebastian Klotz, deutscher Geigenbauer (* 1696)
- 21. März: Johann Christian Flemming, deutscher Orgelbauer (* 1705)

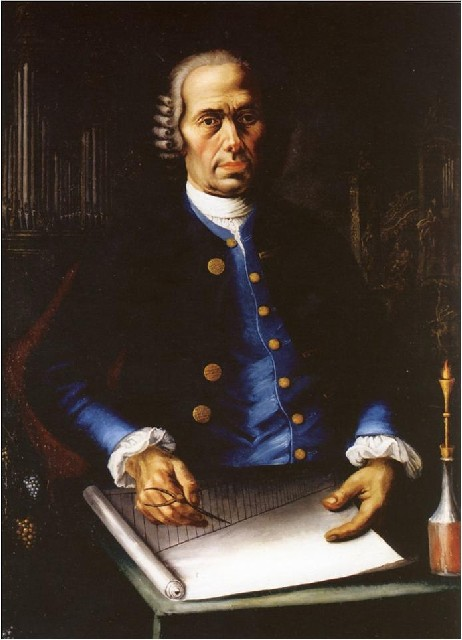
Karl Joseph Riepp; † 5. Mai

- 05. Mai: Karl Joseph Riepp, deutscher Orgelbauer (* 1710)
- 09. Mai: Vittoria Tesi, italienische Opernsängerin und Gesangslehrerin (* 1700)
- 11. Juni: Egidio Duni, italienischer Opernkomponist (* 1708)
- 20. Juli: Anna Maria Strada, italienische Opernsängerin (Sopran) (* um 1703)
- 06. August: Heinrich Nikolaus Gerber, deutscher Komponist und Organist (* 1702)
- 07. November: Johann Gottfried Hildebrandt, deutscher Orgelbauer (* 1724 oder 1725)
- 07. November: François Rebel, französischer Violinist und Komponist (* 1701)
- 16. November: Marian Paradeiser, niederösterreichischer Komponist und Benediktiner (* 1747)
- 29. November: Giovanni Lorenzo Somis, italienischer Violinist, Komponist und Maler (* 1688)
- 09. Dezember: Pietro Gnocchi, italienischer Komponist, Geograph und Historiker (* 1689)
- 00. Dezember: Antonio Gaetano Pampani, italienischer Kapellmeister, Opern- und Oratorienkomponist (* um 1705)

### Genaues Todesdatum unbekannt
- Jacques Fleury, französischer Schriftsteller, Librettist und Komponist (* 1730)
- Christian Viktor Herold, deutscher Glockengießer, Rotschmied und Stückgießer (* 1698)